# Liste du patrimoine immobilier classé de Gerpinnes
Cette page regroupe l'ensemble du patrimoine immobilier classé de la ville belge de Gerpinnes.
| Objet | Année de construction / Architecte | Adresse                        | Section communale | Coordonnées                      | Numéro d’inventaire | Illustration |
| --- | ---------------------------------- | ------------------------------ | ----------------- | -------------------------------- | ------------------- | --- |
| L'église Saints-Michel-et-Rolende |                                    |                                |                   | 50° 20′ 15″ nord, 4° 31′ 35″ est | 52025-CLT-0001-01   | L'église Saints-Michel-et-Rolende |
| Hêtre pourpre |                                    | Rue de la Brasserie, n°8       |                   | 50° 22′ 21″ nord, 4° 28′ 34″ est | 52025-CLT-0002-01   | Image manquanteTéléverser |
| Vallon du Ruisseau des Haies |                                    |                                |                   | 50° 22′ 09″ nord, 4° 27′ 33″ est | 52025-CLT-0003-01   | Image manquanteTéléverser |
| Bois de Roumont |                                    |                                |                   | 50° 22′ 02″ nord, 4° 28′ 53″ est | 52025-CLT-0004-01   | Image manquanteTéléverser |
| La tour du cimetière fortifié entourant l'église Saints-Michel-et-Rolende |                                    |                                |                   | 50° 20′ 15″ nord, 4° 31′ 37″ est | 52025-CLT-0005-01   | Image manquanteTéléverser |
| Façades et toitures de tous les bâtiments du château-ferme à Villers-Poterie |                                    |                                |                   | 50° 21′ 04″ nord, 4° 32′ 57″ est | 52025-CLT-0006-01   | Façades et toitures de tous les bâtiments du château-ferme à Villers-Poterie |
| Château-ferme de Villers-Poterie et ses abords |                                    |                                |                   | 50° 21′ 01″ nord, 4° 32′ 54″ est | 52025-CLT-0007-01   | Château-ferme de Villers-Poterie et ses abords |
| Chapelle funéraire de la famille Pirmez (anciennement chœur de l'église Saint-Martin), mur d'enceinte (M) et alentours (S)                                                                |                                    | Rue de l'église                |                   | 50° 21′ 04″ nord, 4° 32′ 49″ est | 52025-CLT-0009-01   | Image manquanteTéléverser |
| Chapelle du Calvaire et alentours (S) |                                    | Rue de Presles, n°1 (en face)  |                   | 50° 21′ 01″ nord, 4° 32′ 54″ est | 52025-CLT-0010-01   | Image manquanteTéléverser |
| Hôtel de ville : façades et toitures de la partie ancienne et cabinet du bourgmestre; deux tours à l'entrée du parc et pavillon de jardin (M) et alentours (S), avenue Reine Astrid, n°11 |                                    |                                |                   | 50° 20′ 17″ nord, 4° 31′ 42″ est | 52025-CLT-0011-01   | Hôtel de ville : façades et toitures de la partie ancienne et cabinet du bourgmestre; deux tours à l'entrée du parc et pavillon de jardin (M) et alentours (S), avenue Reine Astrid, n°11 |
| Villa romaine (vestiges) (M) et alentours (S) rue A. Thiebault, n°11 (à droite) |                                    | Rue A. Thiebault n°11 (rechts) |                   | 50° 20′ 04″ nord, 4° 31′ 24″ est | 52025-CLT-0013-01   | Image manquanteTéléverser |
| Bois du Houdrois |                                    |                                |                   | 50° 22′ 13″ nord, 4° 29′ 20″ est | 52025-CLT-0014-01   | Image manquanteTéléverser |
| Bois de Joncret |                                    |                                |                   | 50° 22′ 03″ nord, 4° 28′ 52″ est | 52025-CLT-0015-01   | Image manquanteTéléverser |
| Bois de la Bierlîre ou de Bertransart |                                    |                                |                   | 50° 21′ 43″ nord, 4° 28′ 31″ est | 52025-CLT-0016-01   | Image manquanteTéléverser |
| Orgues de l'église Saint-Martin (M) |                                    |                                |                   | 50° 21′ 18″ nord, 4° 31′ 52″ est | 52025-CLT-0017-01   | Image manquanteTéléverser |
| Villa Dewez (M) | Marcel Depelsenaire                | chaussée de Philippeville, 12  | Loverval          | 50° 22′ 35″ nord, 4° 27′ 59″ est | 52025-CLT-0030-01   | Image manquanteTéléverser |